# 哈利卡那索斯
哈利卡那索斯（希臘語：Ἁλικαρνασσός），位於卡里亞南部的古希臘城市，今土耳其境內的博德魯姆。哈利卡那索斯坐落在面對愛琴海的半島上，面對希臘的科斯島，在這裡可以控制進入哥科瓦海灣（Gökova）的所有船隻。

## 歷史
前370年左右，波斯帝國在當地的總督摩索拉斯統治時，哈利卡那索斯為卡里亞的首府，摩索拉斯在這裡築了城牆、公共建築、造船廠和運河。在前353年摩索拉斯逝世，他的遺孀為紀念他而建造了摩索拉斯王陵墓，被認為是古代世界七大奇觀之一，其遺跡部分仍保存在大英博物館內，今日英語中「陵墓」一詞（mausoleum）即源自摩索拉斯的名字。
歷史學家希羅多德即出生於哈利卡納蘇斯。亞歷山大大帝在西元前334年從波斯人手中奪得此地，西元前129年劃入羅馬的亞細亞行省，歸羅馬統治，在早期基督教時代，哈利卡納蘇斯是主教轄區。聖約翰騎士團的城堡遺址，約建於西元1400年，在古代占有重要地位。

## 名人
- 阿尔特米西亚一世 (fl. 480 BC), 哈利卡那索斯女性统治者
- 希罗多德 (c. 484 – c. 425 BC), 历史学家
- 哈利卡纳苏斯的戴歐尼修斯 (fl. 1st century BC),历史学家
- 阿里乌斯·狄奥尼修斯（英语：Aelius Dionysius）(fl. 2nd century)